# جورج رولان
جورج رولان (بالفرنسية: Georges Rolland)‏ هو جيولوجي فرنسي، ولد في 23 يناير 1852 في باريس في فرنسا، وتوفي في 25 يوليو 1910 في Gorcy ‏ في فرنسا.